# Zaniewskij Post
Zaniewskij Post (ros. Заневский Пост) – towarowa stacja kolejowa na granicy miejscowości Petersburg i Zaniewka, w Rosji.